# Hafen Uostadvaris
Der Hafen Uostadvaris (lit. Uostadvario uostas) ist ein Binnenhafen in Uostadvaris, in der Rajongemeinde Šilutė, Litauen. Er befindet sich am Fluss Memel unweit des Kurischen Haffs. Die Fläche des Territoriums beträgt 26.051 m², die Wasserfläche 7763 m², die Länge des Kais 211 Meter, die Länge des neuen stationären Kais 53 Meter. Die Länge des mobilen Yachthafens beträgt 60 Meter. Adresse: Uostadvario Str. 47, Dorf Uostadvaris. Der Hafen wird von der Wasserstraßen- und Schifffahrtsverwaltung Litauens verwaltet.

## Geschichte

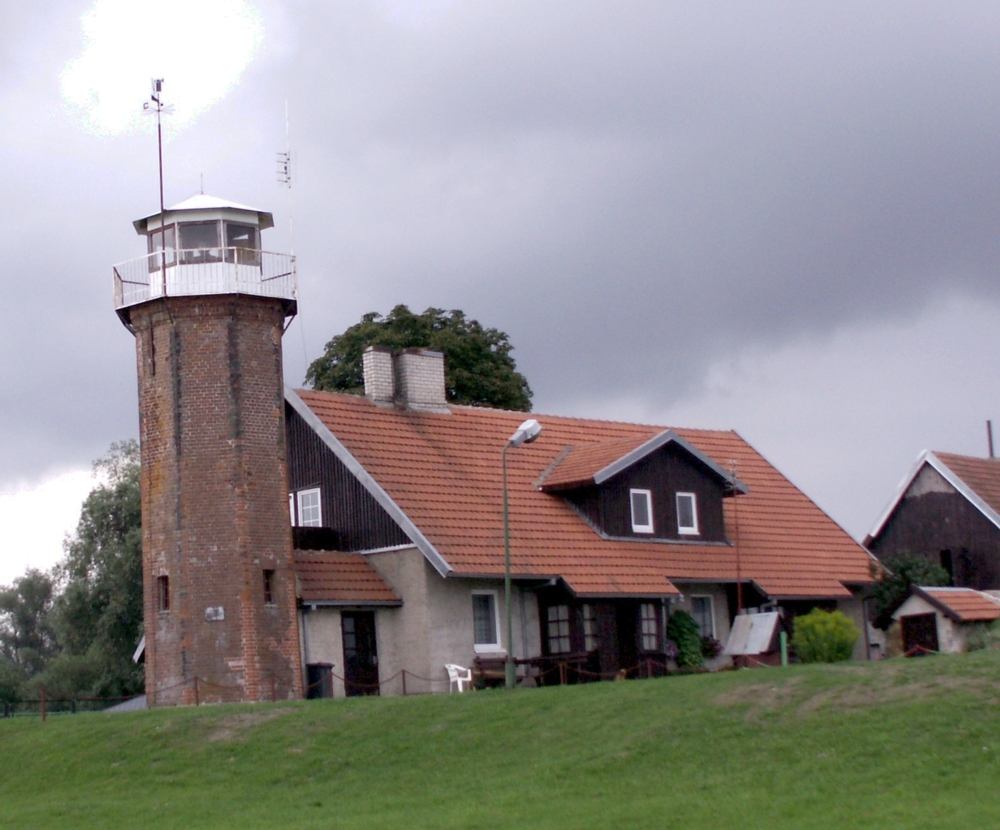
Leuchtturm von 1873

Nach der Umsetzung des aus den EU-Strukturfonds finanzierten Projekts „Integrierte Ordnungsarbeiten der Binnenwasserstraße im Fluss Nemunas und der Kurischen Haffs von Klaipėda nach Kaunas“ wurde 2008 im Binnenhafen von Uostadvaris ein neuer stationärer und mobiler Liegeplatz mit einem Hafenstandort errichtet.
Dieser Hafen wird genutzt, um  die wirtschaftlichen Aktivitäten sicherzustellen und um kleine Fischerei-, Freizeit-, Schwimm- und Sportschiffe zu bedienen. Der Hafen ist mit Strom- und Trinkwassersäulen in der Nähe des mobilen Liegeplatzes ausgestattet.
In diesem Hafen befindet sich der 18 Meter hohe Leuchtturm Uostadvaris, der 1873 erbaut und 1996 zum Denkmal des Kulturerbes der Republik Litauen erklärt wurde.